# 2020년 9월
| 2020년: 1월 · 2월 · 3월 · 4월 · 5월 · 6월 · 7월 · 8월 · 9월 · 10월 · 11월 · 12월 |

| \| 2020년 9월 1일 (화요일) \| \| 편집 \|                                                                                               |  |      |
| 보건 - 코로나19 범유행 - 대한민국의 0시 기준 확진자 수가 20,182명으로 집계되었다. 전날 0시 대비 235명(국내 222, 해외유입 13)이 늘었다. |  |      |
| 2020년 9월 1일 (화요일) |  | 편집 |

| 2020년 9월 1일 (화요일) |  | 편집 |

| \| 2020년 9월 2일 (수요일) \| \| 편집 \| |  |      |
| 보건 - 코로나19 범유행 - 대한민국의 0시 기준 확진자 수가 20,449명으로 집계되었다. 전날 0시 대비 267명(국내 253, 해외유입 14)이 늘었다. 사고 - 와카시오호 기름 유출 사고: 모리셔스 정부가 기름 유출 사고와 관련, 어업 지원비 등으로 일본에 12억 모리셔스 루피(약 32억엔, 약 360억원)의 지불을 요구하였다. 정치와 선거 - 대한민국의 정당 미래통합당이 당명을 국민의힘으로 바꾸었다. |  |      |
| 2020년 9월 2일 (수요일) |  | 편집 |

| 2020년 9월 2일 (수요일) |  | 편집 |

| \| 2020년 9월 3일 (목요일) \| \| 편집 \| |  |      |
| 보건 - 코로나19 범유행 - 대한민국의 0시 기준 확진자 수가 20,644명으로 집계되었다. 전날 0시 대비 195명(국내 188, 해외유입 7)이 늘었다. 재해 - 2020년 태풍 - 새벽, 제9호 태풍 마이삭이 대한민국 경상도를 관통, 동해 상으로 빠져나갔다. 태풍으로 1명이 숨지고, 22명의 이재민이 발생하였으며, 강풍으로 인한 시설물 파손·낙하 피해, 정전 등의 피해가 발생하였다. 또한 고리원자력발전소 3, 4호기와 신고리 1, 2호기가 일시 정지되었다. - 9월 1일 발생한 제10호 태풍 하이선이 북상 중이다. 하이선은 오는 7일 경 한반도에 상륙, 남쪽에서 북쪽으로 진행할 것으로 예상되었다. 정치와 선거 - 자메이카에서 총선이 실시되었다. 선거 결과 여당이 승리, 앤드류 홀네스 총리의 연임이 결정되였다. |  |      |
| 2020년 9월 3일 (목요일) |  | 편집 |

| 2020년 9월 3일 (목요일) |  | 편집 |

| \| 2020년 9월 4일 (금요일) \| \| 편집 \| |  |      |
| 보건 - 코로나19 범유행 - 대한민국의 0시 기준 확진자 수가 20,842명으로 집계되었다. 전날 0시 대비 198명(국내 189, 해외유입 9)이 늘었다. 법과 범죄 - 대한민국 고용노동부가 전국교직원노동조합(전교조)에 대한 법외노조 통보 처분을 취소, 7년만에 노동조합 지위를 회복하였다. 이는 전날 대법원의 전교조의 법외노조 처분은 위법하다는 판결에 따른 것이다. 사고 - 스리랑카 동부 해안에서 유조선 뉴다이아몬드(MT New Diamond)호에 화재가 발생하였다. 쿠웨이트를 출발해 인도로 양하던 이 유조선에는 필리핀인 선원 18명, 그리스인 선원 5명이 탑승하고 있었으며, 사고로 필리핀인 선원 1명이 실종되었다. 사고 선박은 원유 약 27만여 톤을 운송 중이던 것으로 알려졌다. 재해 - 2020년 태풍: 제10호 태풍 하이선의 세력이 '매우 강'까지 성장하여 북상 중이다. 하이선은 오는 7일 경 한반도에 상륙, 남쪽에서 북쪽으로 진행할 것으로 예상되고 있다. |  |      |
| 2020년 9월 4일 (금요일) |  | 편집 |

| 2020년 9월 4일 (금요일) |  | 편집 |

| \| 2020년 9월 5일 (토요일) \| \| 편집 \| |  |      |
| 보건 - 코로나19 범유행 - 대한민국의 0시 기준 확진자 수가 21,010명으로 집계되었다. 전날 0시 대비 168명(국내 158, 해외유입 10)이 늘었다. 스포츠 - 제146회 켄터키더비가 개최되었다. 2020년 대회는 본래 5월 2일 열릴 예정이었으나, 감염증 유행으로 인하여 4개월여가 지연되었다. |  |      |
| 2020년 9월 5일 (토요일) |  | 편집 |

| 2020년 9월 5일 (토요일) |  | 편집 |

| \| 2020년 9월 6일 (일요일) \| \| 편집 \|                                                                                               |  |      |
| 보건 - 코로나19 범유행 - 대한민국의 0시 기준 확진자 수가 21,177명으로 집계되었다. 전날 0시 대비 167명(국내 152, 해외유입 15)이 늘었다. |  |      |
| 2020년 9월 6일 (일요일) |  | 편집 |

| 2020년 9월 6일 (일요일) |  | 편집 |

| \| 2020년 9월 7일 (월요일) \| \| 편집 \| |  |      |
| 보건 - 코로나19 범유행 - 대한민국의 0시 기준 확진자 수가 21,296명으로 집계되었다. 전날 0시 대비 119명(국내 108, 해외유입 11)이 늘었다. - 인도의 확진자 수가 6일과 7일 연이어 9만 명 이상 증가하였다. 인도 보건가족부는 7일 기준 확진자 수는 4,204,613명, 사망자는 전날 대비 1,016명 추가된 71,642명이라고 발표하였다. 인도는 확진자 수가 급증함에 따라 브라질(약 414만명)을 넘어 미국에 이어 확진자 수가 두 번째로 가장 많은 나라가 되었다. 사회 - 대한민국 정부는 제85회 보건의료인국가시험(국시) 응시율이 약 14%로, 응시 재연장이나 추가 접수없이 예정대로 진행할 것이라고 발표하였다. 정부는 의대 정원 확대와 관련하여 의대생들의 90%가량이 국시를 거부한 이후, 협의 과정에서 재접수 기한을 당초 4일에서 6일 18시, 이어 추가로 자정(24시)으로 연장한 바 있다. 재해 - 제10호 태풍 하이선이 당초 예상보다 동쪽으로 치우쳐 한반도 동해 해안으로 북상하였다. 바다로 빠져나간 하이선은 8일 북한 청진시에 상륙, 세력이 약화할 것으로 예상되었다. |  |      |
| 2020년 9월 7일 (월요일) |  | 편집 |

| 2020년 9월 7일 (월요일) |  | 편집 |

| \| 2020년 9월 8일 (화요일) \| \| 편집 \| |  |      |
| 보건 - 코로나19 범유행 - 대한민국의 0시 기준 확진자 수가 21,432명으로 집계되었다. 전날 0시 대비 136명(국내 120, 해외유입 16)이 늘었다. - 다국적 제약회사 아스트라제네카의 코로나19 백신에 대한 3상 실험이 심각한 질환 발생과 관련하여 중단되었다. |  |      |
| 2020년 9월 8일 (화요일) |  | 편집 |

| 2020년 9월 8일 (화요일) |  | 편집 |

| \| 2020년 9월 9일 (수요일) \| \| 편집 \|                                                                                               |  |      |
| 보건 - 코로나19 범유행 - 대한민국의 0시 기준 확진자 수가 21,588명으로 집계되었다. 전날 0시 대비 156명(국내 144, 해외유입 12)이 늘었다. |  |      |
| 2020년 9월 9일 (수요일) |  | 편집 |

| 2020년 9월 9일 (수요일) |  | 편집 |

| \| 2020년 9월 10일 (목요일) \| \| 편집 \| |  |      |
| 경제와 비즈니스 - 대한민국 정부가 4차 추가경정예산(추경)을 편성하였다. 한 해동안 추경이 4번 이루어지는 것은 1961년 이후 59년 만이다. 보건 - 코로나19 범유행 - 대한민국의 0시 기준 확진자 수가 21,743명으로 집계되었다. 전날 0시 대비 155명(국내 141, 해외유입 14)이 늘었다. - 인도의 신규 확진자 수가 하루 새 95,735명 늘고, 1,172명이 추가로 숨졌다. 보건 당국은 바이러스의 지역 사회 확산을 경고하고, 감염증 검사 횟수의 증가로 확진자 수가 급증했다고 밝혔다. |  |      |
| 2020년 9월 10일 (목요일) |  | 편집 |

| 2020년 9월 10일 (목요일) |  | 편집 |

| \| 2020년 9월 11일 (금요일) \| \| 편집 \|                                                                                              |  |      |
| 보건 - 코로나19 범유행 - 대한민국의 0시 기준 확진자 수가 21,919명으로 집계되었다. 전날 0시 대비 176명(국내 161, 해외유입 15)이 늘었다. |  |      |
| 2020년 9월 11일 (금요일) |  | 편집 |

| 2020년 9월 11일 (금요일) |  | 편집 |

| \| 2020년 9월 12일 (토요일) \| \| 편집 \| |  |      |
| 국제 관계 - 아세안지역안보포럼(ARF) 외교장관회의가 화상으로 진행되었다. 의장국인 베트남에서 진행 예정이었으나, 감염증 유행과 관련하여 화상 회의로 대체되었다. 회의에는 동남아시아 국가 연합(ASEAN, 아세안) 회원국과 대한민국, 미국, 일본, 조선민주주의인민공화국, 중화인민공화국 등이 참여하였다. - 카타르 도하에서 아프가니스탄 정부와 탈레반의 평화 협정 관련 협상이 개시되었다. 도하에는 탈레반의 대외 창구인 정치사무소가 있다. 이번 평화 협상은 2020년 2월 29일 미국과 탈레반이 평화 협상 합의안을 낸 지 약 7개월여 만이다. 보건 - 코로나19 범유행 - 대한민국의 코로나19 범유행 - 대한민국의 0시 기준 확진자 수가 22,055명으로 집계되었다. 전날 0시 대비 136명(국내 118, 해외유입 18)이 늘었다. - 질병관리본부가 질병관리청으로 승격, 출범하였다. 정은경 본부장이 초대 청장에 취임하였다. |  |      |
| 2020년 9월 12일 (토요일) |  | 편집 |

| 2020년 9월 12일 (토요일) |  | 편집 |

| \| 2020년 9월 13일 (일요일) \| \| 편집 \|                                                                                             |  |      |
| 보건 - 코로나19 범유행 - 대한민국의 0시 기준 확진자 수가 22,176명으로 집계되었다. 전날 0시 대비 121명(국내 99, 해외유입 22)이 늘었다. |  |      |
| 2020년 9월 13일 (일요일) |  | 편집 |

| 2020년 9월 13일 (일요일) |  | 편집 |

| \| 2020년 9월 14일 (월요일) \| \| 편집 \| |  |      |
| 과학과 기술 - 금성의 대기에서 미량의 포스핀이 발견되었다. 지구에서는 세균이나 미생물에 의해 생성되기 때문에, 생명체 존재의 간접 증거로도 볼 수 있다. 보건 - 코로나19 범유행 - 대한민국의 0시 기준 확진자 수가 22,285명으로 집계되었다. 전날 0시 대비 109명(국내 98, 해외유입 11)이 늘었다. 정치와 선거 - 2020년 일본 자유민주당 총재 선거: 일본 자유민주당(자민당) 신임 총재에 스가 요시히데 관방장관이 당선되었다. |  |      |
| 2020년 9월 14일 (월요일) |  | 편집 |

| 2020년 9월 14일 (월요일) |  | 편집 |

| \| 2020년 9월 15일 (화요일) \| \| 편집 \| |  |      |
| 문화와 예술 - 대한민국 문화재청은 팔미도 등대를 사적(제557호)으로 지정한다고 밝혔다. 문화재청은 현존하는 등대 중 가장 오래된 등대인 점과 인천 상륙 작전 당시 연합군을 인도, 전세를 바꿔놓은 역사적·상징적인 가치가 있다고 밝혔다. 보건 - 코로나19 범유행 - 대한민국의 코로나19 범유행 - 대한민국의 0시 기준 확진자 수가 22,391명으로 집계되었다. 전날 0시 대비 106명(국내 91, 해외유입 15)이 늘었다. - 오는 9월 21일부터 수도권 등교 수업이 재개될 예정이다. |  |      |
| 2020년 9월 15일 (화요일) |  | 편집 |

| 2020년 9월 15일 (화요일) |  | 편집 |

| \| 2020년 9월 16일 (수요일) \| \| 편집 \| |  |      |
| 경제와 비즈니스 - 미국 연방준비제도(FRB, 연준)는 연방공개시장위원회(FOMC) 정례 회의를 갖고, 기존 0.00%~0.25%의 금리 수준을 유지한다고 밝혔다. 현 금리 수준은 지난 3월 15일 인하된 수준으로, 앞선 4월 29일과 6월 10일, 7월 29일에 이은 네 번째 금리 유지 결정이다. 또한 연준은 2023년까지 현행 금리 수준을 유지할 것임을 시사하였다. 보건 - 코로나19 범유행 - 전 세계 확진자 수가 3,000만 명을 넘어섰다, 누적 확진자 수는 3,000만 51명, 누적 사망자 수는 94만 4,204명으로 각각 집계되었다. 2,000만 명을 넘어선지 38일 만이다. 전 세계의 확진자 수는 지난 2019년 12월 31일, 중화인민공화국 당국이 후베이성 우한에서의 원인 미상 폐렴 환자 발생을 세계보건기구(WHO)에 보고한 지 6개월여 만인 6월 28일 1,000만 명을 넘어섰고, 이후 43일 만인 8월 9일에는 2,000만 명을 넘어섰다. - 대한민국의 0시 기준 확진자 수가 22,504명으로 집계되었다. 전날 0시 대비 113명(국내 105, 해외유입 8)이 늘었다. 재해 - 미국 서부에서 계속되고 있는 산불로 인한 사망자가 36명으로 늘었다. 오리건주, 워싱턴주, 캘리포니아주 세 개 주에서는 지금까지 2만 Km2(제곱킬로미터)가 넘는 면적이 불탔고, 화재는 계속되고 있다. 계속되는 화재로 인해 일부 지역의 미세먼지 농도는 역대 최고치를 기록하기도 하였다. 정치와 선거 - 일본의 자유민주당 총재이자 내각관방장관인 스가 요시히데가 총리로 취임하였다. 스가 내각이 구성되었으며, 제4차 아베 신조 내각에서 8명이 국무대신이 유임되었다. |  |      |
| 2020년 9월 16일 (수요일) |  | 편집 |

| 2020년 9월 16일 (수요일) |  | 편집 |

| \| 2020년 9월 17일 (목요일) \| \| 편집 \| |  |      |
| 보건 - 코로나19 범유행 - 대한민국의 0시 기준 확진자 수가 22,657명으로 집계되었다. 전날 0시 대비 153명(국내 145, 해외유입 8)이 늘었다. 스포츠 - 스웨덴의 장대높이뛰기 선수 아르망 뒤플랑티스(Armand Duplantis)가 6ｍ15의 기록으로 실외 장대높이뛰기 세계신기록을 작성하였다. 세르히 부브카가 1994년 기록한 6m14를 26년 만에 새롭게썼다. 뒤플랑티스는 올해 2월 9일에 실내 장대높이뛰기에서 6m17을 기록, 2014년 르노 라빌레니(Renaud Lavillenie, 프랑스)가 기록한 세계기록을 1cm 경신하고, 이어 16일에는 6m18을 뛰어넘어, 실내 세계기록도 보유 중이다. |  |      |
| 2020년 9월 17일 (목요일) |  | 편집 |

| 2020년 9월 17일 (목요일) |  | 편집 |

| \| 2020년 9월 18일 (금요일) \| \| 편집 \| |  |      |
| 법과 범죄 - 미국 연방 대법원의 대법관 루스 베이더 긴즈버그가 숨졌다. 미국 대법관은 종신직으로, 긴즈버그는 1993년 6월 당시 빌 클린턴 대통령의 지명 및 8월 상원 인준을 거쳐 대법관이 되었으며, 지난 27여년간 대법관직을 수행해왔다. 보건 - 코로나19 범유행 - 대한민국의 0시 기준 확진자 수가 22,783명으로 집계되었다. 전날 0시 대비 126명(국내 109, 해외유입 17)이 늘었다. - 일본의 중의원인 타카토리 슈이치(高鳥修一)가 감염 확진되었다. 타카토리 의원은 스가 요시히데 총리를 선출한 총리 지명 투표에 참석한 것을 비롯하여, 전임 아베 신조 총리, 니카이 도시히로 자유민주당 간사장 등 다수와 접촉한 것으로 알려졌다. 정치와 선거 - 2020년 미국 대통령 선거: 미국 미네소타주, 와이오밍주, 사우스다코타주 그리고 버지니아주 등 4개 주에서 사전 투표가 개시되었다. 미국 언론사는 본 선거는 11월 3일이나, 감염증 유행과 관련하여 많은 수의 유권자가 사전 투표를 위해 투표소에 나왔다고 보도하였다. |  |      |
| 2020년 9월 18일 (금요일) |  | 편집 |

| 2020년 9월 18일 (금요일) |  | 편집 |

| \| 2020년 9월 19일 (토요일) \| \| 편집 \|                                                                                             |  |      |
| 보건 - 코로나19 범유행 - 대한민국의 0시 기준 확진자 수가 22,893명으로 집계되었다. 전날 0시 대비 110명(국내 106, 해외유입 4)이 늘었다. |  |      |
| 2020년 9월 19일 (토요일) |  | 편집 |

| 2020년 9월 19일 (토요일) |  | 편집 |

| \| 2020년 9월 20일 (일요일) \| \| 편집 \| |  |      |
| 문화와 예술 - 미국 로스앤젤레스의 스테이플스 센터에서 72회 프라임타임 에미상(72nd Primetime Emmy Awards) 시상식이 진행되었다. 감염증으로 인하여 비대면으로 진행된 이번 에미상 시상식은, 지난해 대비 약 80만명이 감소한 610만명이 시청하였다. 보건 - 코로나19 범유행 - 대한민국의 0시 기준 확진자 수가 22,975명으로 집계되었다. 전날 0시 대비 82명(국내 72, 해외유입 10)이 늘었다. 스포츠 - 프리미어리그(EPL) 토트넘 홋스퍼 FC와 사우샘프턴 FC의 경기에서 손흥민이 한 경기 4골을 기록하였다. 모든 골의 어시스트는 해리 케인이 기록하였다. 두 명의 선수가 4골 4어시스트를 기록한 것은 EPL 역사상 처음이다. 경기 결과 케인의 1골을 포함해 토트넘이 5 : 2로 사우샘프턴을 꺾었다. - 2020년 US 오픈 - 브라이슨 디섐보가 6언더파를 기록하며 첫 메이저 대회 우승을 기록하였다. - 윙드풋 골프클럽(Winged Foot Golf Club)에서는 지금까지 다섯 차례(1929년, 1959년, 1974년, 1984년, 2006년) US 오픈이 열렸는데, 언더파로 경기를 마친 것은 1984년 우승자 퍼지 죌러(Fuzzy Zoeller, -5)와 준우승자 그렉 노먼(Greg Norman, -4) 이후 디섐보가 처음이다. 재해 - 그리스에 메디케인(Medicane, 지중해 열대성 폭풍) 이아노스(Cyclone Ianos)가 상륙 최소 3명이 숨지고, 1명이 실종되었다. |  |      |
| 2020년 9월 20일 (일요일) |  | 편집 |

| 2020년 9월 20일 (일요일) |  | 편집 |

| \| 2020년 9월 21일 (월요일) \| \| 편집 \| |  |      |
| 경제와 비즈니스 - 마이크로소프트(MS)가 엘더스크롤 등의 개발사인 베데스다 소프트웍스를 인수하였다. MS가 베데스다의 모회사인 제니맥스 미디어를 인수 함에 따라, 게임 스튜디오가 기존 15개에서 23개로 늘고, 임직원 2,300명이 합류하게 된다. MS는 2014년 모장 스튜디오 인수가인 25억불의 세 배인, 약 75억 달러(한화 약 8조 7,300억원)의 현금을 지불한 것으로 알려졌다. 법과 범죄 - 대한민국 경찰청, 검찰청, 국가정보원 개혁과 관련하여 '대한민국 제2차 국정원·검찰·경찰 개혁전략회의'가 진행되었다. 문재인 대통령 및 관계 부처 장관 등이 참석하였으며, 회의 이후 추미애 법무부 장관, 진영 행정안전부 장관, 박지원 국가정보원장, 김순은 자치분권위원회 위원장이 정부서울청사 합동브리핑실에서 관련 내용을 보고하였다. 보건 - 코로나19 범유행 - 대한민국의 0시 기준 확진자 수가 23,045명으로 집계되었다. 전날 0시 대비 70명(국내 55, 해외유입 15)이 늘었다. |  |      |
| 2020년 9월 21일 (월요일) |  | 편집 |

| 2020년 9월 21일 (월요일) |  | 편집 |

| \| 2020년 9월 22일 (화요일) \| \| 편집 \| |  |      |
| 경제와 비즈니스 - 지난 9월 10일 편성된 4차 추가경정예산(추경)안이 일부 수정되어 국회 본회의에서 통과되었다. 한 해 네 차례의 추경은 1961년 이후 59년 만이다. 보건 - 코로나19 범유행 - 대한민국의 코로나19 범유행 - 대한민국의 0시 기준 확진자 수가 23,106명으로 집계되었다. 전날 0시 대비 61명(국내 51, 해외유입 10)이 늘었다. - 국무총리실 직원 1명이 확진 판정을 받았다. 밀접 접촉자는 아니지만, 이와 관련하여 정세균 국무총리가 오후 일정을 모두 취소하고, 진단 검사를 받았다. 총리는 범유행과 관련하여 중앙재난안전대책본부의 본부장을 맡고 있으며, 국가 방역을 총괄하고 있다. |  |      |
| 2020년 9월 22일 (화요일) |  | 편집 |

| 2020년 9월 22일 (화요일) |  | 편집 |

| \| 2020년 9월 23일 (수요일) \| \| 편집 \| |  |      |
| 보건 - 코로나19 범유행 - 대한민국의 0시 기준 확진자 수가 23,216명으로 집계되었다. 전날 0시 대비 110명(국내 99, 해외유입 11)이 늘었다. 사회 - 미국 캘리포니아주에서 오는 2035년부터 내연기관 신차 판매가 금지된다. 개빈 뉴섬 주지사가 관련 행정명령에 서명함에 따라, 2035년부터는 수소차 내지 전기차 등만 가능하다. 주 당국은 내연기관 자동차의 보유나 중고 자동차의 매매는 막지 않는다고 덧붙였다. 정치와 선거 - 2020년 미국 대통령 선거: 도널드 트럼프 대통령이 대선 결과에 승복하지 않을 수 있다는 의사를 표명하고 선거가 연방 대법원에서 끝날 것이라고 밝혔다. 관련하여 트럼프 대통령은 오는 26일 대법관 후보자를 지명할 것으로 알려졌다. 현재 미국 연방 대법원은 18일 루스 베이더 긴즈버그 대법관이 숨지면서, 한 자리가 빈 상황이다. |  |      |
| 2020년 9월 23일 (수요일) |  | 편집 |

| 2020년 9월 23일 (수요일) |  | 편집 |

| \| 2020년 9월 24일 (목요일) \| \| 편집 \|                                                                                              |  |      |
| 보건 - 코로나19 범유행 - 대한민국의 0시 기준 확진자 수가 23,341명으로 집계되었다. 전날 0시 대비 125명(국내 110, 해외유입 15)이 늘었다. |  |      |
| 2020년 9월 24일 (목요일) |  | 편집 |

| 2020년 9월 24일 (목요일) |  | 편집 |

| \| 2020년 9월 25일 (금요일) \| \| 편집 \| |  |      |
| 남북 관계 - 연평도 해역 공무원 피격 사망 사건: 조선민주주의인민공화국 조선로동당 중앙위원회 통일전선부가 사건 설명과 함께 김정은 국무위원장이 이 건에 대하여 문재인 대통령과 남녘 동포들에게 대단히 미안하게 생각한다는 뜻을 담은 통지문을 대한민국에 발송하였다. 보건 - 코로나19 범유행 - 대한민국의 0시 기준 확진자 수가 23,455명으로 집계되었다. 전날 0시 대비 114명(국내 95, 해외유입 19)이 늘었다. |  |      |
| 2020년 9월 25일 (금요일) |  | 편집 |

| 2020년 9월 25일 (금요일) |  | 편집 |

| \| 2020년 9월 26일 (토요일) \| \| 편집 \| |  |      |
| 보건 - 코로나19 범유행 - 대한민국의 0시 기준 확진자 수가 23,516명으로 집계되었다. 전날 0시 대비 61명(국내 49, 해외유입 12)이 늘었다. 법과 범죄 - 도널드 트럼프 대통령이 연방 대법원 대법관 후보자에 에이미 코니 배럿 제7 순회 항소법원 판사를 지명하였다. 연방 대법관은 종신직으로 9월 18일 루스 베이더 긴즈버그 대법관이 숨지면서, 한 자리가 빈 상태이다. |  |      |
| 2020년 9월 26일 (토요일) |  | 편집 |

| 2020년 9월 26일 (토요일) |  | 편집 |

| \| 2020년 9월 27일 (일요일) \| \| 편집 \| |  |      |
| 무력과 충돌 - 2020년 나고르노카라바흐 충돌: 아르메니아군과 아제르바이잔군 사이에 충돌이 일어나 양국에 계엄령이 발령하고, 아르메니아에서는 동원령도 발령되었다. 보건 - 코로나19 범유행 - 대한민국의 0시 기준 확진자 수가 23,611명으로 집계되었다. 전날 0시 대비 95명(국내 73, 해외유입 22)이 늘었다. |  |      |
| 2020년 9월 27일 (일요일) |  | 편집 |

| 2020년 9월 27일 (일요일) |  | 편집 |

| \| 2020년 9월 28일 (월요일) \| \| 편집 \|                                                                                            |  |      |
| 보건 - 코로나19 범유행 - 대한민국의 0시 기준 확진자 수가 23,661명으로 집계되었다. 전날 0시 대비 50명(국내 40, 해외유입 10)이 늘었다. |  |      |
| 2020년 9월 28일 (월요일) |  | 편집 |

| 2020년 9월 28일 (월요일) |  | 편집 |

| \| 2020년 9월 29일 (화요일) \| \| 편집 \| |  |      |
| 보건 - 코로나19 범유행 - 전 세계 사망자 수가 100만 명을 넘어섰다. 2019년 12월 31일, 중화인민공화국 당국이 후베이성 우한에서의 원인 미상 폐렴 환자 발생을 세계보건기구(WHO)에 보고한 지 275일 만이다. 앞서 9월 16일에는 전 세계 확진자 수가 3,000만 명을 넘어섰다. 현재 전 세계 확진자 수는 3,327만 3,720명이다. - 대한민국의 0시 기준 확진자 수가 23,699명으로 집계되었다. 전날 0시 대비 38명(국내 23, 해외유입 15)이 늘었다. - 영국에서 하루 사이 7,143명의 확진자가 늘었다. 감염증 발병 이후 하루 확진자 수 증가로는 가장 높은 수치이고, 71명이 사망, 7월 1일 이후 가장 많은 사망자가 발생하였다. - 인도 뭅파바라푸 벤카이아 나이두(Venkaiah Naidu) 부통령이 확진되었다. 무증상인 것으로 알려졌으며, 자가 격리에 들어갔다. 정치와 선거 - 쿠웨이트의 사바 아흐마드 알자비르 알사바 국왕이 숨졌다. |  |      |
| 2020년 9월 29일 (화요일) |  | 편집 |

| 2020년 9월 29일 (화요일) |  | 편집 |

| \| 2020년 9월 30일 (수요일) \| \| 편집 \| |  |      |
| 무력 충돌과 공격 - 2020년 나고르노카라바흐 충돌: 아르메니아와 아제르바이잔 양국이 평화협상을 거부하였다. 보건 - 코로나19 범유행 - 대한민국의 0시 기준 확진자 수가 23,812명으로 집계되었다. 전날 0시 대비 113명(국내 93, 해외유입 20)이 늘었다. 정치와 선거 - 셰이크 나와프 알아흐마드 알자베르 알사바가 쿠웨이트의 왕위를 계승하였다. 9월 29일 숨진 사바 아흐마드 알자비르 알사바 국왕의 동생으로, 2006년 후계자(왕세제)에 지명되었었다. |  |      |
| 2020년 9월 30일 (수요일) |  | 편집 |

| 2020년 9월 30일 (수요일) |  | 편집 |

| <          | 2020년 9월 | 2020년 9월  | 2020년 9월 | 2020년 9월  | 2020년 9월 | >          |
| 일         | 월         | 화          | 수         | 목          | 금         | 토         |
|            |            | 1 7.14 정미 | 2 15 무신  | 3 16 기유   | 4 17 경술  | 5 18 신해  |
| 6 19 임자  | 7 20 계축  | 8 21 갑인   | 9 22 을묘  | 10 23 병진  | 11 24 정사 | 12 25 무오 |
| 13 26 기미 | 14 27 경신 | 15 28 신유  | 16 29 임술 | 17 8.1 계해 | 18 2 갑자  | 19 3 을축  |
| 20 4 병인  | 21 5 정묘  | 22 6 무진   | 23 7 기사  | 24 8 경오   | 25 9 신미  | 26 10 임신 |
| 27 11 계유 | 28 12 갑술 | 29 13 을해  | 30 14 병자 |             |            |            |

| - 2020년 - 8월 - 9월 - 10월 - 9월 22일: 팔라우 대통령 선거(1차) 편집하기 |